# Puppentheater Maribor

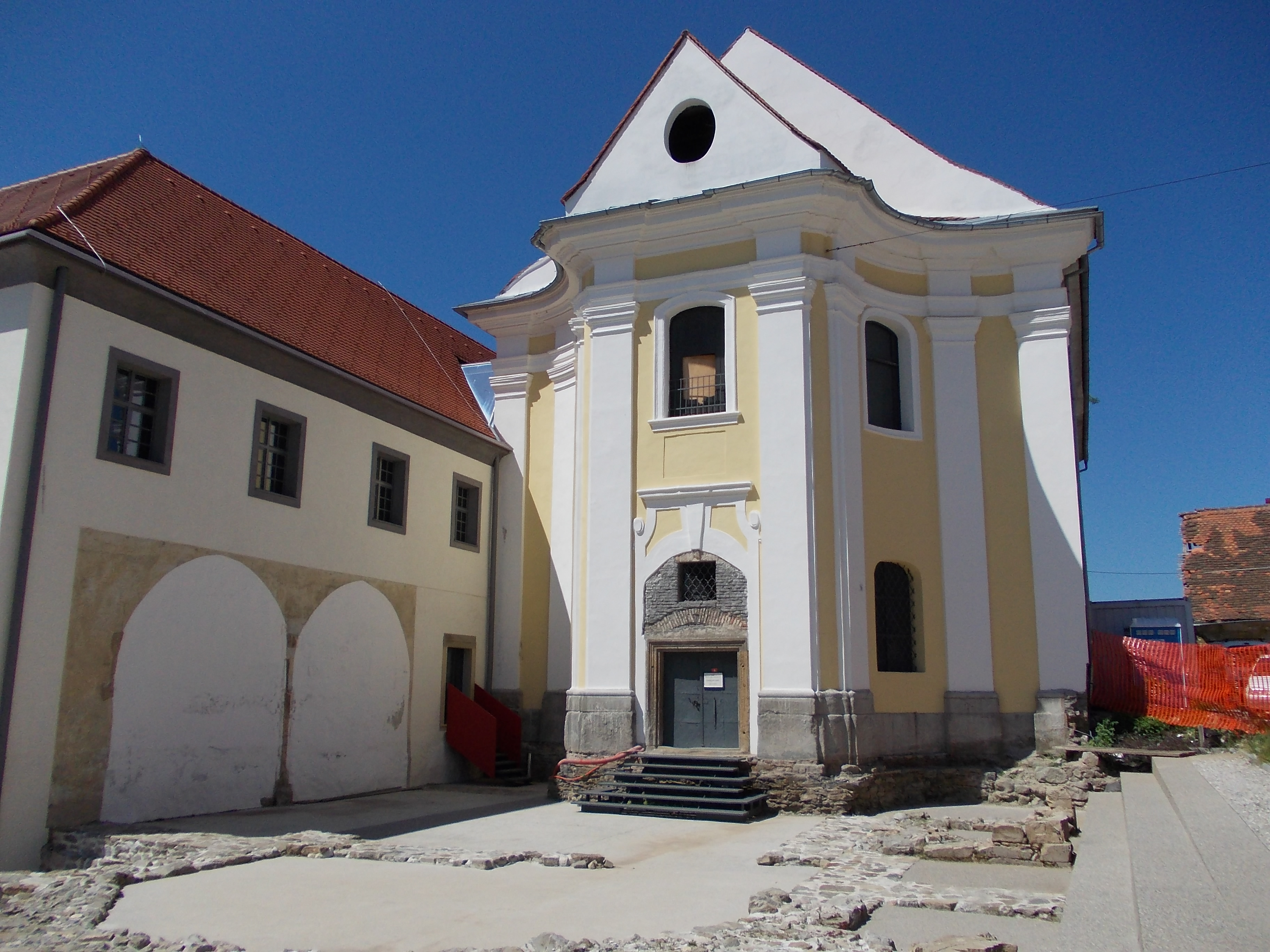
Puppentheater Maribor im ehemaligen Kloster mit Kirche der Minoriten

Das Puppentheater Maribor (slowenisch: Lutkovno gledališče Maribor bzw. LGM) ist ein Puppentheater in Slowenien. Träger ist die Stadtgemeinde Maribor. Es hat seinen Sitz in den Räumlichkeiten des ehemaligen Marburger Minoritenklosters am Platz Vojašniške trg im Stadtteil Lent (Bezirk Center) der Stadtgemeinde Maribor in Nordost-Slowenien.

## Geschichte
Die formelle Gründung des Theaters erfolgte 1974 durch den Zusammenschluss von zwei lokalen Puppentheatern. In der Saison 1974/75 nahm die Einrichtung ihren Betrieb auf. 2004 übernahm die Stadtgemeinde Maribor die Trägerschaft. Im Jahr 2010 zog das Theater in die renovierten Gebäude des ehemaligen Minoritenklosters ein. Seit 2022 nutzt es den naheliegenden, renovierten Gerichtsturm.

## Puppenspielfestival Maribor
In Ergänzung zu den Aufführungen und pädagogischen Angeboten richtet das Theater öffentliche Veranstaltungen zu Puppenspiel aus. Seit 1990 organisiert es jährlich das internationale Festival „Sommer-Puppen-Pier“ (slowenisch Poletni lutkovni pristan) aus. Alle zwei Jahre organisiert das Theater die Biennale „Slovene Puppetry“ gemeinsam mit der Puppetry Artists Institution of Slovenia.

## Puppenmuseum Maribor
Im Januar 2022 gründete die Einrichtung das Puppenmuseum Maribor. Präsentiert werden Puppen, Kostüme, Geschichte und Techniken des Puppenspiels.